# Charles Lewis (jornalista)
Charles Lewis (30 de outubro de 1953) é um jornalista investigativo. Lewis fundou o Centro de Integridade Pública (Center for Public Integrity) com sede em Washington D.C, Estados Unidos e várias outras organizações sem fins lucrativos e é atualmente o editor executivo do workshop de jornalismo investigativo na American University School of Communication em DC. 

## Biografia
Charles Lewis era um produtor de investigação para a ABC News e o programa de notícias CBS 60 Minutes. Lewis saiu em 1989 e começou o Center for Public Integrity, um grupo não-partidário que informa sobre funcionamento políticos e governamentais, de sua casa, crescendo-lo para uma equipe em tempo integral de 40 pessoas.
Lewis deu entrevistas para várias publicações e apareceu em 2003 documentário Orwell Rolls em sua sepultura e o documentário 2005 Why We Fight. Ele discutiu as dificuldades enfrentadas media em tentar manter o público informado quando tomadas de televisão, jornais e rádio são de propriedade quase inteiramente por algumas grandes empresas como a Comcast, da Disney, e de Rupert Murdoch News Corporation .
Ele era professor na Universidade de Princeton em 2005, um Shorenstein Fellow na Universidade de Harvard em 2006, e atualmente é professor titular de jornalismo da Universidade Americana, em Washington.

## Global Integrity
Em 1999, Lewis concebeu a ideia e em 2005 fundou Global Integrity,  uma organização independente, sem fins lucrativos, utilizando jornalistas e cientistas sociais para acompanhar a corrupção e tendências ao redor do mundo.

## Aparições na mídia
Lewis foi entrevistado em vários grandes jornais, e apareceu na NBC, no The Today Show e no Nightly News, ABC no World News Tonight, Good Morning America, 20/20 e Nightline, e CBS " 60 Minutes , Evening News e Morning News ; CNN, The Daily Show e vários outros programas de TV e rádio.